# František Uhlíř

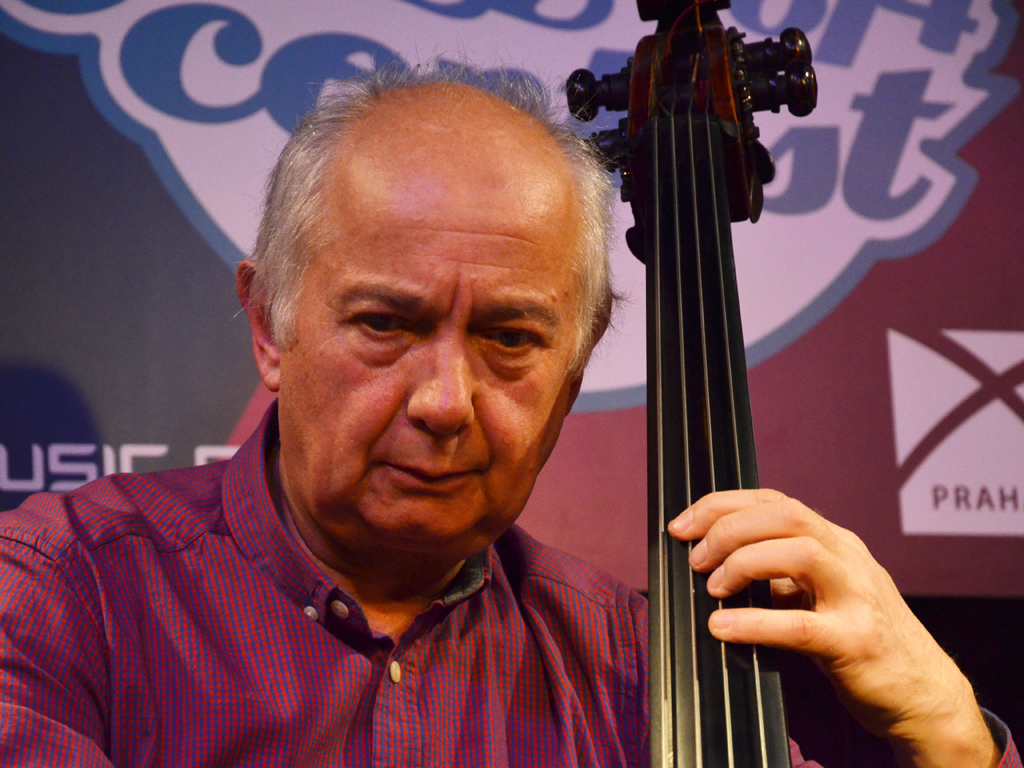
František-Uhlíř

František Uhlíř (* 24. Juli 1950 in Ústí nad Orlicí) ist ein tschechischer Kontrabassist des Modern Jazz.

## Leben
Uhlíř, der aus einer musikalischen Familie stammt und dessen Vater als Pianist eine Jazzband leitete, begann mit fünf Jahren mit dem Klavierunterricht auf der Musikschule. Er verlegte sich dann auf die Posaune, um schließlich mit dreizehn Jahren zum Kontrabass zu wechseln. Seit dem fünfzehnten Lebensjahr besuchte er das Konservatorium in Brünn, wo er seine Studien 1971 abschloss. Im Wesentlichen spielte er zunächst im Mährischen Kammerorchester, außerdem für ein Jahr in der Brünner Philharmonie und an der Brünner Oper; daneben trat er als Bassist in der Gruppe seines Vaters, Swing Q, auf. Anschließend leistete er seinen Militärdienst im Armee-Ensemble in Prag ab, wo er Emil Viklický begegnete, mit dem er an verschiedenen Amateur-Jazzfestivals teilnahm. Auch war er Mitglied des Jazzsanatorium von Luděk Hulan. Ab 1975 gehörte er zur Gruppe SHQ von Karel Velebný, begleitete aber auch die Linha Singers (ein tschechisches Pendant der Swingle Singers) und war Gründungsmitglied des Baroque Jazz Quintet. Zudem spielte er mit Michael Gera Jazzrock in der Gruppe Impuls und gehörte dann zur Gruppe von Jiří Stivín und zur Band von Sid Kucera.
Seit 1987 ist er Leiter seines František Uhlíř Team, mit dem er auch im Ausland tourt und sich auf zahlreichen europäischen Festivals präsentiert. Regelmäßig tritt er auf der Prager Burg bei den Veranstaltungen „Jazz na Hradě“ (Jazz auf der Burg) auf. Weiterhin gehört er zum Trio von Emil Viklický. Er spielte mit so unterschiedlichen Musikern wie Dave Weckl, Franco Ambrosetti, Benny Bailey, Scott Robinson, Rudy Linka, Hendrik Meurkens, Barbara Dennerlein, Roberto Magris, Dejan Terzic, Gilad Atzmon, Pavla Schönová, Stefanie Schlesinger oder Ines Reiger.

## Diskographische Hinweise
- Basssaga (1984, mit Karel Velebný, Emil Viklický, Tony Nahar, Zdenĕk Dvořák, Josef Vejvoda, Zdenĕk Zindel, Ladislav Dlouhý, Jindřich Ptáček, Jaroslav Ondráček)
- František Uhlíř Team feat. Claus Stötter (1992)
- František Uhlíř Trio feat. Dusko Goykovich Jazz na Hradě (Multisonic 2006)
- May be Later (Arta Records 2008, mit Darko Jurković, Jaromír Helešic)
- František Uhlíř 60 (Multisonic 2011, mit  Wolfgang Haffner, Wolfgang Lackerschmid,  Mark Aanderud, Adam Tvrdý, Eddie Severn, Pius Baumgartner, Michal Wroblewski, Premek Tomšíček)
- The MUH Trio - Magris/Uhlir/Helesic Trio - Prague After Dark mit Roberto Magris und Jaromir Helesic (JMood, 2017)
- The MUH Trio - Magris/Uhlir/Helesic Trio - A Step Into Light mit Roberto Magris und Jaromir Helesic (JMood, 2020)